# Sòcol de CPU

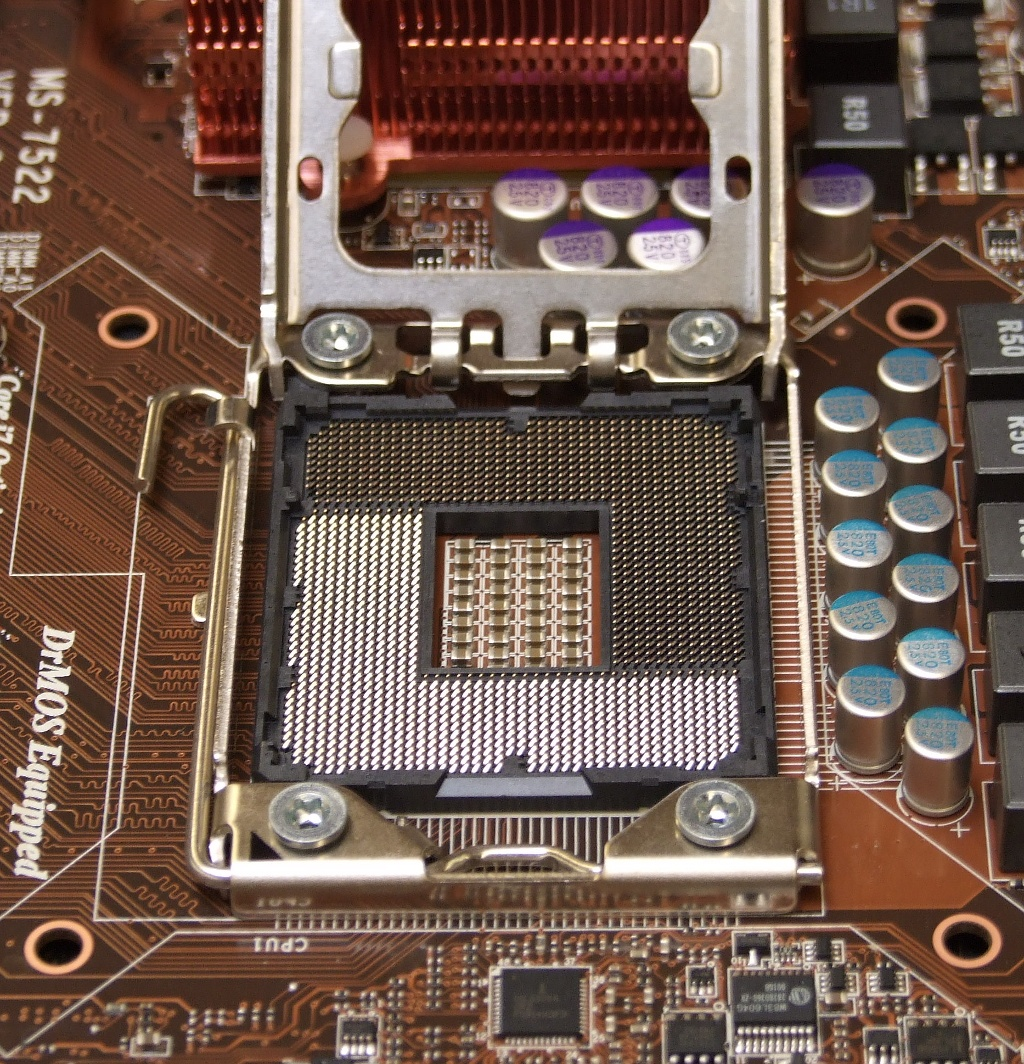
Fotografia il·lustrativa d'un sòcol LGA1366 per microprocessadors Intel

El sòcol de CPU (anglès: CPU socket) és un tipus de sòcol (peça de suport per un processador electrònic). Com un sistema electromecànic de suport i connexió elèctrica, és instal·lat a la placa mare i s'usa per a fixar i connectar un microprocessador.
S'utilitza en equips d'arquitectura oberta, on es busca que hi hagi varietat de components permetent el canvi de la targeta o l'integrat. En els equips d'arquitectura propietària, els integrats es solden sobre la placa base, com passa a les consoles de videojocs o als telèfons intel·ligents.
Existeixen variants des de quaranta connexions per integrats petits, fins a més de 1300 per microprocessadors, els mecanismes de retenció de l'integrat i de connexió depenen de cada tipus de sòcol, tot i que actualment predomina l'ús de sòcol ZIF (pins) o LGA (contactes).

## Història
Els primers processadors des de l'Intel 4004, fins als de principi dels anys 1980, es van caracteritzar per usar dual in-line package (DIP) que era un estàndard per als circuits integrats sense importància si fossin analògics o digitals. Per a aquests empaquetatges de fins a 44 pins i de configuració senzilla, es van usar bases de plàstic amb receptors elèctrics, que es fan servir encara per a altres integrats.

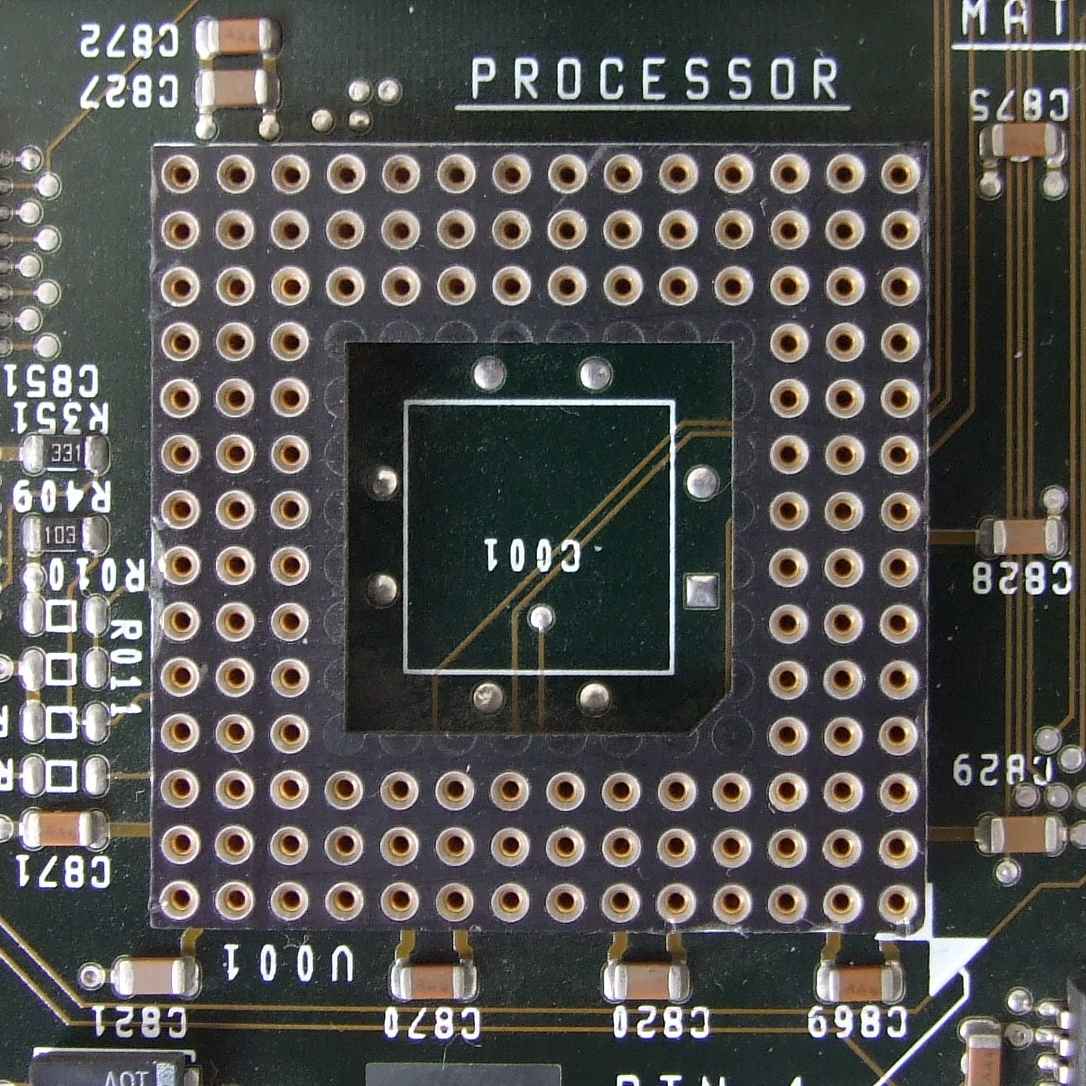
Antic Socket PGA per a un processador Intel 80386

A causa de l'augment del nombre de pins, es va començar a utilitzar empaquetatges plastic leaded chip carrier (PLCC) com per a l'Intel 80.186. Aquesta portador pot ser instal·lat directament sobre la placa base (soldats) o amb un sòcol PLCC que permet el canvi del microprocessador. Actualment és utilitzat per algunes plaques base per als circuits integrats de memòria ROM. En aquest sòcol, l'integrat s'extreu en utilitzar un tornavís de punta plana com a palanca.
En alguns Intel 80386 es va usar l'empaquetatge pin grid array (PGI) en el qual una superfície del processador té un arranjament de pins, i que requereix un sòcol amb forats sobre la seva superfície, que reté l'integrat per pressió. En la versió per al processador Intel 80.486 SX es va implementar l'anomenat Socket 1 que tenia 169 pins. Segons estudis d'Intel, la pressió requerida per a instal·lar o expulsar l'integrat és de 45 kg, el que va conduir a la invenció de sòcols de baixa pressió LIF i per acabar al sòcol de pressió nul, en anglès zero insertion force o ZIF.

## Funcionament
El sòcol va soldat sobre la placa de base de manera que té connexió elèctrica amb els circuits impresos. El processador es munta d'acord amb uns punts de guia (vora de plàstic, indicadors gràfics, pins o forats que faltaven) de manera que cada pin o a agulla de contacte quedi alineat amb el respectiu punt del sòcol. Al voltant de l'àrea del sòcol, es defineixen espais lliures, elements de subjecció i forats, que permeten la instal·lació de dispositius de dissipació de calor, de manera que el processador quedi entre el sòcol i aquests dissipadors.
En els darrers anys el nombre de pins ha augmentat de manera substancial a causa de l'augment en el consum d'energia i a la reducció de voltatge d'operació. En els últims quinze anys, els processadors han passat de voltatges de 5V a alguna cosa més d'1 V i de potències de 20 Watts, a una mitjana de 80 Watts.
Per transmetre la mateixa potència a un voltatge menor, han d'arribar més amperes al processador el que requereix conductors més amples o el seu equivalent: més pins dedicats a l'alimentació. No és estrany trobar processadors que requereixen de 80 a 120 amperes de corrent per funcionar quan estan a plena càrrega, el que resulta en centenars de pins dedicats a l'alimentació. En un processador Socket 775, aproximadament la meitat de contactes són per al corrent d'alimentació.
La distribució de funcions dels pins, fa part de les especificacions d'un sòcol i en general quan hi ha un canvi substancial en les funcions dels ports d'entrada d'un processador (canvi en els busos o alimentació entre d'altres), es prefereix la formulació d'un nou estàndard de sòcol, de manera que s'evita la instal·lació de processadors amb targetes incompatibles.
En alguns casos tot i les diferències entre uns sòcols i altres, en general hi ha retrocompatibilitat (les plaques bases accepten processadors més antics). En alguns casos, si bé no hi ha compatibilitat mecànica i potser tampoc de voltatges d'alimentació, si en les altres senyals. En el mercat es troben adaptadors que permeten muntar processadors en plaques amb sòcols diferents, de manera que es munta el processador sobre l'adaptador i aquest al seu torn sobre el sòcol.

## Alguns exemples

### AMD
- Socket 462
- Socket F
- Socket 939
- Socket 940
- Socket AM2
- Socket AM2+
- Socket AM3
- Socket AM4 (2016)

### Intel
- Socket 423
- Socket 370
- Socket 478
- Socket 775
- Socket 1156
- Socket 1366 (2008)